# Mojorejo (Junrejo)
Mojorejo is een bestuurslaag in het regentschap Batu van de provincie Oost-Java, Indonesië. Mojorejo telt 4556 inwoners (volkstelling 2010).